# جيمي ماركي
جيمي ماركي (Jamie Marchi) (إسمها الكامل جيمي لين ماركي (Jamie Lynn Marchi)) هي مؤدية أصوات أمريكية ولدت في 8 أكتوبر 1977 في نوكسفيل، تينيسي.

## أدوارها في الأنمي

### مسلسلات أنمي تلفزيونية
- فروتس باسكت - موتوكو ميناغاوا
- الرقيب كيرورو - أكي هيناتا
- يو يو هاكوشو - جوري
- بوبتيبيبيك - بيبيمي (الحلقة 3A)
- حبيبتي الأولى غيارو - يوكانا يامي
- كيمي غا نوزومو آين - فوميو هوشينو
- بلاك كات - رينسليت والكر
- فايري تايل - كانا ألبيرونا
- دانغانرونبا ذي أنيميشن - جونكو إينوشيما
- دانغانرونبا 3: نهاية أكاديمية قمة الأمل - جونكو إينوشيما، موكورو إيكوسابا
- شيمونتا - أيامي كاجو
- أنمي-غاتاريز - تسوباكي أكاباني
- في عالم أخر مع هاتفي الذكي - كارين موتشيزوكي
- خيميائي الفولاذ - ريك
- ملحمة مسيرة الموت إلى العالم الآخر - أونا

### أفلام أنمي
- دراغون بول Z: بوجاك متحرر - لوتا كاش
- هارموني - توان كيريه

## أدوارها في الرسوم المتحركة
- أو كيه كيه أو! فنلكن أبطالأ - غرين غاتس

## أدوارها في ألعاب الفيديو
- بوردرلاندز 2 - أوبري الشجرة المراهقة، دكتورة سبارا

## وصلات خارجية
- جيمي ماركي على موقع IMDb (الإنجليزية)
- جيمي ماركي على موقع ANN person (الإنجليزية)